# San Diego State University

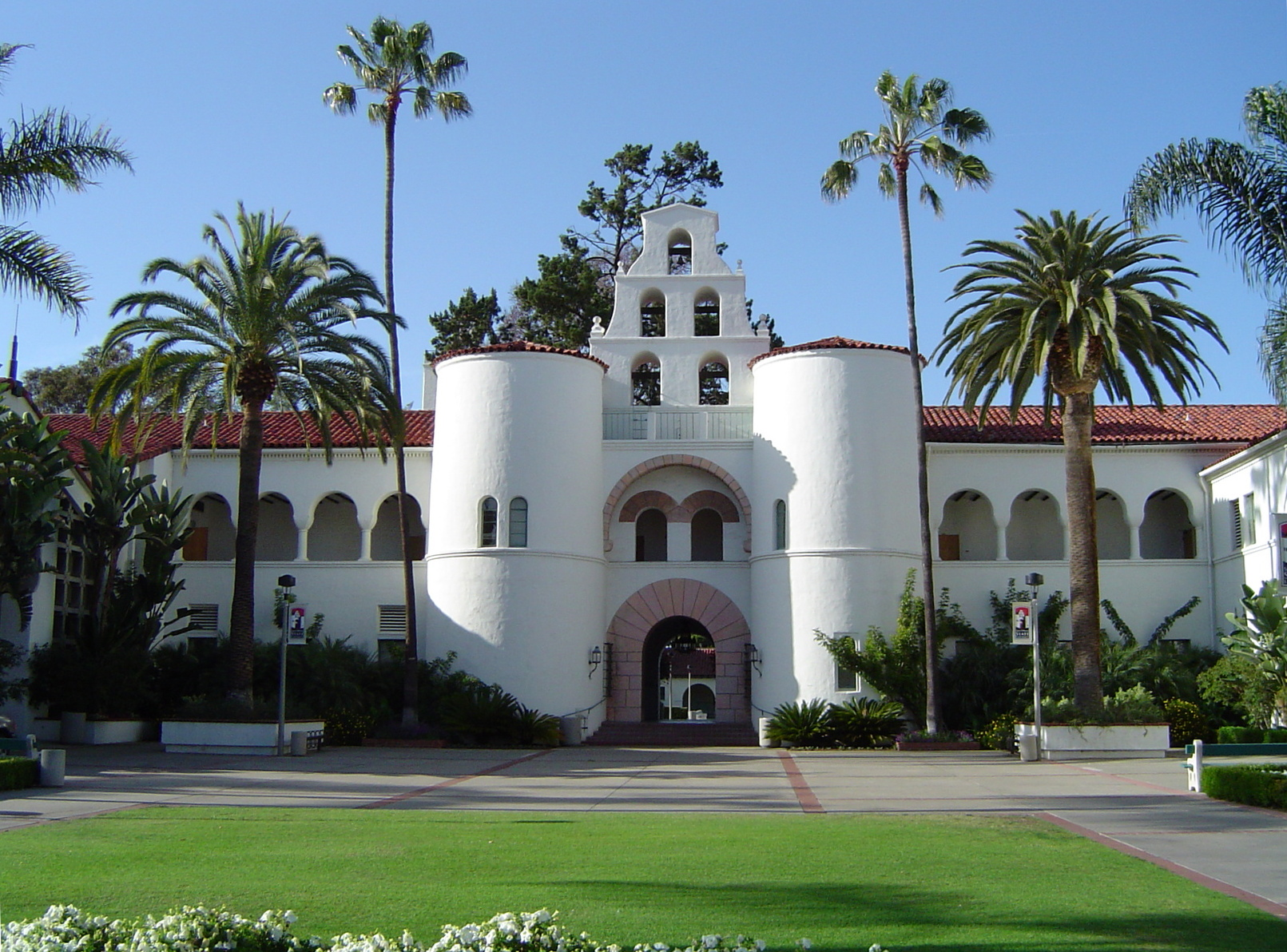
Hepner Hall bildet das Zentrum des San Diego State University Campuses

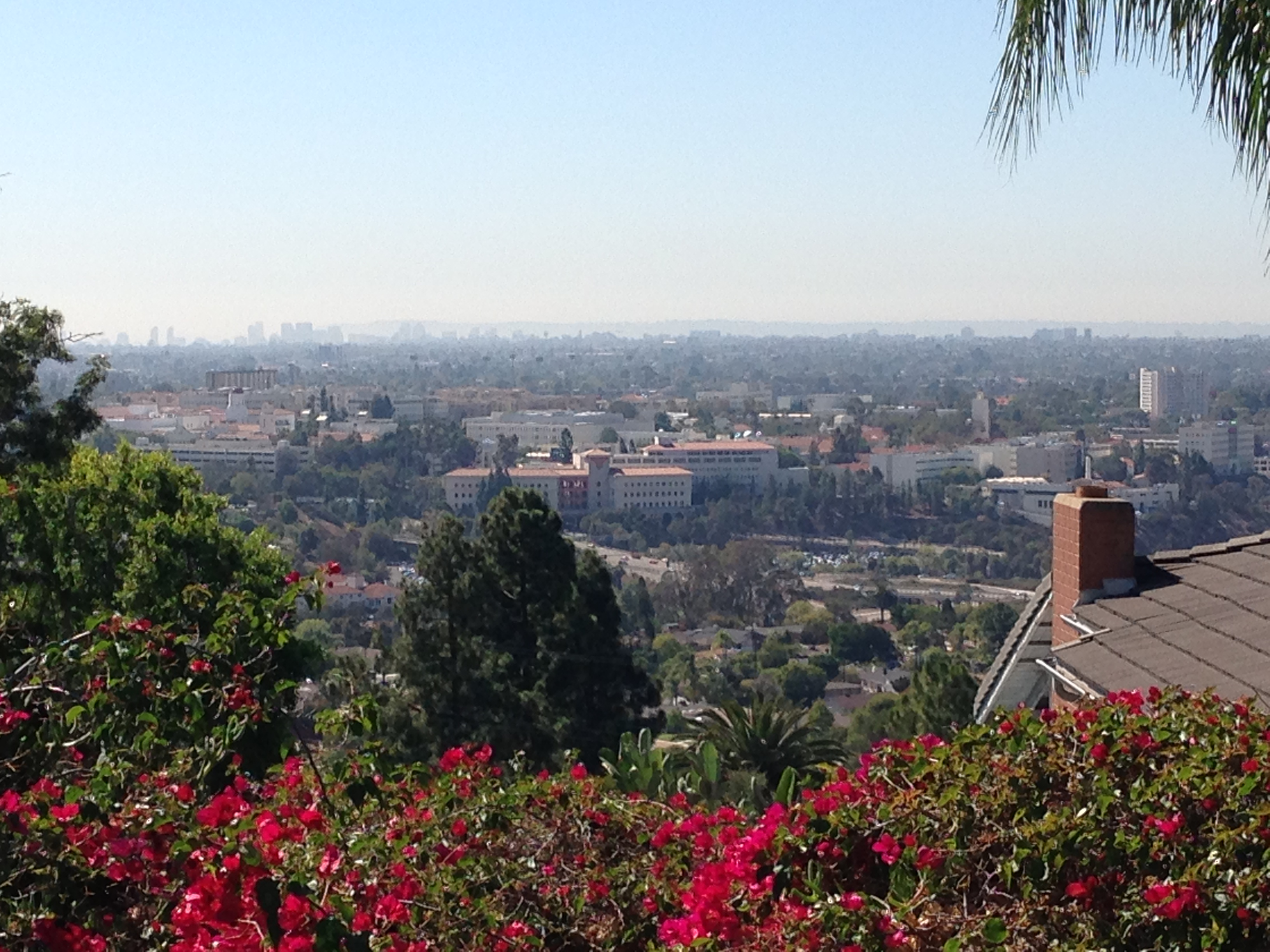
Blick auf das SDSU-Gelände vom nordöstlich gelegenen Wohnviertel Del Cerro

Die San Diego State University (kurz auch San Diego State oder SDSU genannt) ist eine staatliche Universität in San Diego im US-Bundesstaat Kalifornien. Am 13. März 1897 wurde sie unter dem Namen San Diego Normal School gegründet. Die SDSU ist die drittälteste Universität des California-State-University-Systems sowie die fünftgrößte Universität Kaliforniens.
Mit der Hochschule sind über 290.000 Alumni assoziiert.
Die Carnegie Foundation stuft die San Diego State University als Hochschule mit hoher Forschungsaktivität ein. Im akademischen Jahr 2009/10 konnten einschließlich eines Beitrages von 26 Mio. Dollar vom National Institute of Health 150 Mio. Dollar Drittmittel durch Forschungsaktivitäten generiert werden. Die Universität fokussiert die Forschung auf die vier Bereiche Kognitive Neurowissenschaft, Klima- und Nachhaltigkeitswissenschaften, datenbasierte Analyse menschlicher Beziehungen und die Nutzung von Bakteriophagen in der Medizin. Im akademischen Jahr 2006/07 wurde die San Diego State University im Faculty Scholarly Productivity Index (FSP Index)  von Academic Analytics of Stony Brook, New York als beste kleine Forschungsuniversität der USA ausgezeichnet.
Die SDSU bietet 91 Bachelor-, 78 Master- und 22 Doktor-Abschlüsse an. Jedes Jahr gehen über 2100 Studenten in einen Auslandsaufenthalt. In Kalifornien haben nach der Stanford University und der UC Berkeley SDSU-Studenten seit 2005 mit über 65 am drittmeisten Fulbright-Stipendien erhalten. 2015 gründete die San Diego State University in Zusammenarbeit mit lokalen Universitäten die SDSU-Georgia in der georgischen Hauptstadt Tiflis. Die San Diego State University ist Mitglied der Western Association of Schools and Colleges (WASC), der American Association of State Colleges and Universities (AASCU), der National Association of State Universities and Land-Grant Colleges sowie des Southwest Border Security Consortium.
Der Hauptcampus bildet das Zentrum des Stadtteils College Area von San Diego. Die Hochschule ist dank der guten Anbindung an die Straße sowie an die städtische Straßenbahn für Studenten von San Diego und angrenzenden Orten, inklusive der benachbarten mexikanischen Grenzstadt Tijuana, gut erreichbar.

## Geschichte
Die Universität wurde am 13. März 1897 als San Diego Normal School gegründet. Ziel war es, Frauen aus der Stadt sowie der Umgebung als Lehrkörper für Grundschulen auszubilden. Der erste Campus befand sich im Stadtteil University Heights und umfasste ein Gebiet von etwa 70.000 Quadratmetern. Im ersten Jahr wurden 91 Studentinnen von sieben Professoren unterrichtet, die Lehrfächer umfassten lediglich Englisch, Geschichte und Mathematik.
1923 wurde der Name zu San Diego State Teachers College geändert. In den Folgejahren stieg die Zahl an Studenten stark an, sodass nach einem neuen, größeren Campus gesucht werden musste. Dieser wurde am damaligen östlichen Ende der Stadt gefunden und besteht auch heute noch. 1935 weitete die Universität ihr Lehrangebot aus und nahm den Namen San Diego State College an. 1960 wurde sie in das California College System aufgenommen, das heute als California-State-University-System das zweite große Hochschulsystem Kaliforniens neben dem University-of-California-System ist. 1970 erhielt die Universität schließlich ihren heutigen Namen San Diego State University.
Seit 1968 gehört das Mount Laguna-Observatorium im Cleveland National Forest zum Fachbereich Astronomie der SDSU. Es wird gemeinsam mit der University of Illinois at Urbana-Champaign betrieben. Mit Beginn des akademischen Jahres 2006/07 erweiterte die Universität die Fläche ihrer Klassenräume und Betreuungseinrichtungen um mehr als 19.000 Quadratmeter. Die drei neuen Gebäude College of Arts and Letters, Calpulli Center und Donald P. Shiley BioScenic Center beherbergen unter anderem mit modernster Technologie ausgestattete Klassenräume sowie naturwissenschaftliche Forschungslabore. Im April 2012 sprach Tendzin Gyatsho, der 14. Dalai Lama, Teile seines Compassion Without Borders-Programms in der Viejas Arena auf dem Campus.

### Präsidenten
Bis heute wurde die San Diego State University von elf Präsidenten geführt. Acht von ihnen wurden gewählt, während zwei den Posten lediglich stellvertretend für zwei Jahre annahmen. Heute sind verschiedene Universitätsgebäude wie der Hardy Tower, die Hepner Hall oder die Malcolm A. Love Library nach früheren Präsidenten benannt. Die Präsidenten im Einzelnen:
- Samuel T. Black (1898–1910)
- Edward L. Hardy (1910–1935)
- Walter R. Hepner (1935–1952)
- Malcolm A. Love (1952–1971)
- Donald E. Walker (1971–1972, stellvertretend)
- Brage Golding (1972–1977)
- Trevor Colbourn (1977–1978, stellvertretend)
- Thomas B. Day (1978–1996)
- Stephen L. Weber (1996–2011)
- Elliot Hirshman (2011–heute)
- Sally Roush (acting; 2017–2018)
- Elliot Hirshman (2018–heute)

## Fakultäten

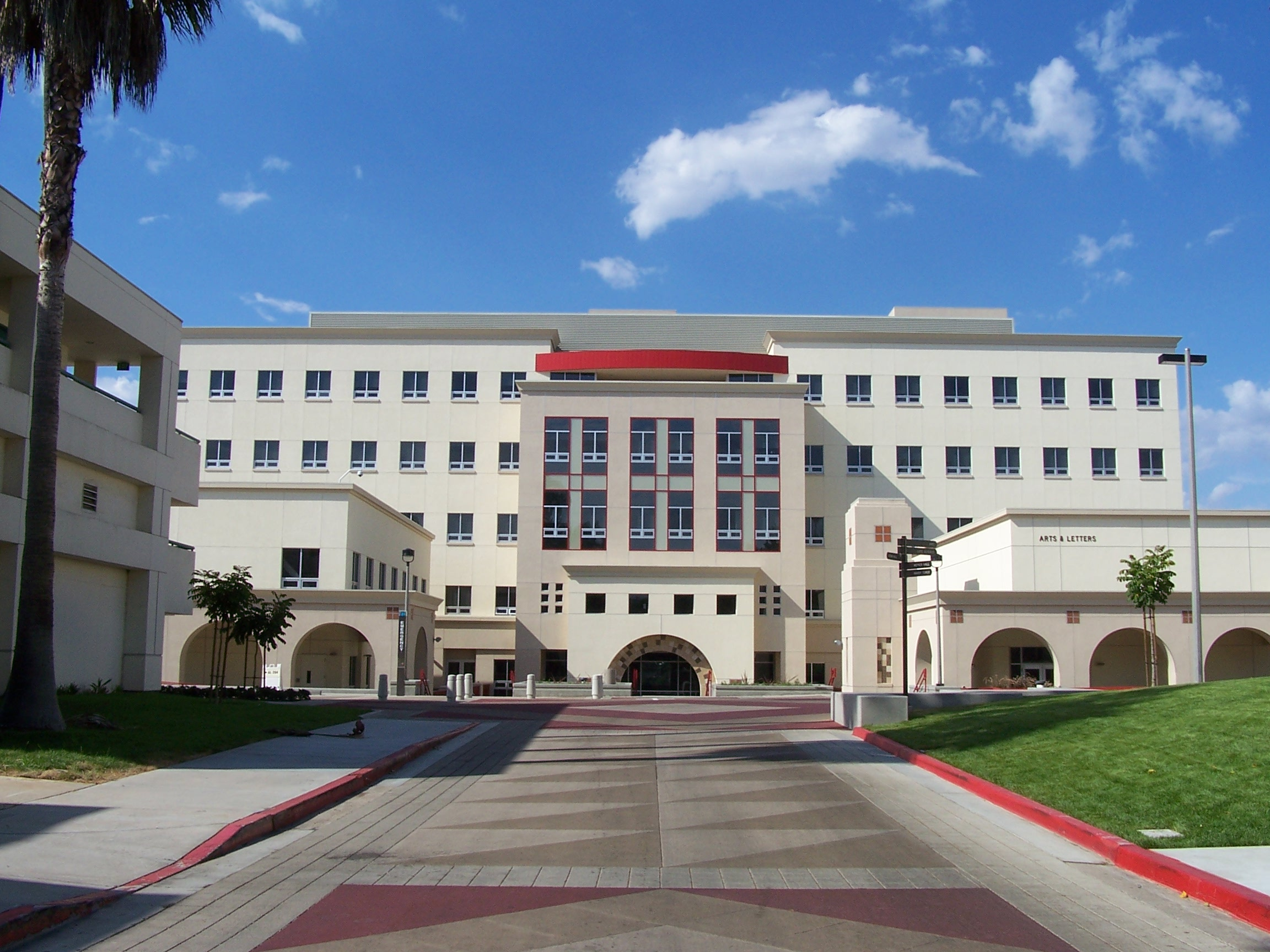
Fakultät Geisteswissenschaften

Die San Diego State University unterhält acht Fakultäten/Fachbereiche:
- College of Arts & Letters (Fachbereich für Geisteswissenschaften & Literatur)
- College of Business Administration (Fachbereich für Betriebswirtschaftslehre)
- College of Education (Fachbereich für Erziehungs- und Bildungswissenschaften)
- College of Engineering (Fachbereich für Ingenieurwissenschaften)
- College of Health and Human Services (Fachbereich für Public Health)

- Graduate School of Public Health (Graduiertenkolleg des Gesundheitswesens)

- College of Sciences (Fachbereich für Naturwissenschaften)
- College of Professional Studies & Fine Arts (Fachbereich für Fachstudien und Bildende Kunst)
- College of Extended Studies (Fachbereich für erweiterte Forschungen)

- American Language Institute (Amerikanisches Sprachinstitut)

Darüber hinaus bestehen zwei Fachbereiche, die durch dauerhafte Spenden betrieben werden:
- L. Robert Payne School of Hospitality and Tourism Management (Robert-Payne-Fachbereich für Bewirtung und Tourismusmanagement)
- Charles W. Lamden School of Accountancy (Charles-Lamden-Fachbereich für Buchführung und Rechnungswesen)

Zusätzlich bestehen zehn weitere Fachbereiche, die sich auf einen bestimmten Bereich spezialisiert haben:
- School of Communication (Fachbereich für Kommunikation)
- School of Public Affairs (Fachbereich für Öffentliche Angelegenheiten)
- School of Music & Dance (Fachbereich für Musik & Tanz)
- School of Exercise & Nutritional Science (Fachbereich für Bewegung & Ernährungswissenschaften)
- School of Social Work (Fachbereich für Soziale Arbeit)
- Graduate School of Public Health (Graduiertenkolleg des Gesundheitswesens)
- School of Journalism & Media Studies (Fachbereich für Journalismus & Medienwissenschaften)
- School of Nursing (Fachbereich für Gesundheits- und Krankenpflege)
- School Speech, Language & Hearing Sciences (Fachbereich für Sprech-, Sprach- und Hörwissenschaften)
- School of Theatre, Television & Film (Fachbereich für Theater, Fernsehen & Film)

## Standorte
Der Hauptcampus der San Diego State University befindet sich im Stadtbezirk College Area bzw. College West in San Diego, etwa vier Kilometer westlich der benachbarten Stadt La Mesa. Darüber hinaus werden zwei weitere Standorte in den Städten Calexico und Brawley betrieben.

### Hauptcampus
Der Hauptcampus hat eine Fläche von etwa 1,2 Quadratkilometern. Er wird im Norden von der Interstate 8, im Süden von der Montezuma Road begrenzt. Durch den östlichen Teil verläuft die Campus Ave, die jedoch keine Begrenzung des Campus’ darstellt.
Der südliche Teil ist geprägt von Wohnungseinrichtungen und Gebäuden der Studentenverbindungen. Die Straßen Montezuma Road, Lindo Paseo und Hardy Ave werden beidseitig, wenn auch nicht immer durchgehend, von Wohngebäuden gesäumt, wobei sich auf der Hardy Ave der größte Teil der Verbindungshäuser befindet. Darüber hinaus befinden sich hier der Gateway Center und das Extended Studies Center mit zahlreichen Computer- und Seminarräumen. Gegenüber dem ESC das als Calpulli Center bezeichnete Krankenhaus der Universität.
Auf dem westlichen Teil befinden sich fast ausschließlich Sporteinrichtungen. So zum einen das SDSU Sports Deck auf dem Dach eines Parkhauses, auf dem sich ein Fußballfeld samt kleiner Zuschauertribüne befindet. Nördlich dessen befindet sich das Fowler Athletics Center mit dem Peterson Gym, westlich davon das Tony Gwynn Stadium, die Heimstätte der Baseballteams der Universität. Daneben befinden sich das Aztec Softball Field, ein Komplex mehrerer Wasserbecken sowie der Aztec Tennis Center mit zwölf Spielfeldern. Auf der östlichen Seite der 55th Street befinden sich die Viejas Arena, die Heimspielstätte der Basketballteams der Universität, sowie das Aztec Recreation Center, ein weitläufiges Fitnessstudio.
Der nördliche und mittlere Teil ist geprägt von wissenschaftlichen und akademischen Einrichtungen. Dies sind im Einzelnen Gebäude für Musik, Künste, Ernährungswissenschaften, Kommunikation, Bildende Künste, Literatur, Naturwissenschaften, Ingenieurwissenschaften, Industrielle Technologien und Physik. In diesem Bereich befindet sich auch der SDSU Bookstore, der neben Lehr- und Lernmaterialien auch umfangreichen Merchandise anbietet. Südlich dessen sind die Malcolm A. Love Library sowie das Open Air Theatre gelegen.
Im östlichen Teil befinden sich weitere akademische Einrichtungen der Fächer Chemiewissenschaften, Geologie, Mathematik, Informatik, Erziehungswissenschaften und Betriebswirtschaftslehre. Ebenfalls in diesem Bereich liegen zwei Gebäude des Studierendenservice. Südlich dessen befindet sich das 2014 eingeweihte Gebäude der Aztec Student Union. Im Anschluss an dieses Areal befindet sich der SDSU Transit Center mit einer oberirdischen Bus- und zwei unterirdischen U-Bahn-Haltestellen.
Der gesamte Campus ist geprägt von weitläufigen Grünanlagen wie beispielsweise dem Scripps Park mit eigenem Teich und Flusslauf. Darüber hinaus befinden sich zahlreiche Imbiss- und Getränkedienste auf dem Campus. Im Westen und Osten werden jeweils ein West Commons bzw. East Commons betrieben, beide Gebäude beinhalten verschiedene bekannte Fastfood-Ketten sowie Standorte von Cafés und Imbissständen. Vor allem in den Außenbereichen des Campus wurden über 20 Parkareale eingerichtet, etwa die Hälfte derer sind mehrgeschossige Parkhäuser. Der Hauptcampus verfügt über zwei nahegelegene Anschlüsse zur Interstate 8.

### Außenstandorte
Der Imperial Valley Campus der SDSU in Calexico ist etwa 6000 Quadratmeter groß und wird von den Straßen Sherman Street, Blair Ave, 7th Street und Heber Ave umgeben. Er wird vor allem für Forschungszwecke genutzt und verfügt darüber hinaus über Einrichtungen für Studienanfänger und Studieninteressenten in den Bereichen Strafgerichtsbarkeit und Psychologie.
Der Campus in Brawley besteht aus lediglich einem Gebäude, das fünf Klassenräume und einen Computerraum enthält.

## Studentenzahlen
Die SDSU gehört zu den beliebtesten Hochschulen im System der California State Universities. Sie erhält nach der California State University, Long Beach die zweitmeisten Bewerbungen. Inklusive Hochschulwechseln und Erstsemestern wurden für Fall 2013 über 75.000 Anmeldungen eingereicht, von denen knapp 26.000 angenommen wurden. Seit 2008 hat sich die Universität mit einer Annahmequote von knapp über 30 % zur selektivsten im System der California State Universities entwickelt. Für das aktuelle Semester Fall 2013 bewarben sich über 54.000 Highschool-Absolventen, von denen lediglich 20.000 angenommen werden konnten. Dies entspricht einer Quote von etwa 37 %. Über die niedrigste Annahmequote verfügte die SDSU 2010 mit 29,9 %.
Die höchste Zahl an immatrikulierten Studierenden verzeichnete die Universität 1987 mit fast 36.000 Studenten. Damals war sie die größte Universität Kaliforniens und die zehntgrößte der Vereinigten Staaten. Da es für eine solch hohe Zahl an Studenten zu wenige Einrichtungen und Studiengänge gab, beschloss das Kuratorium der California State Universities, die maximale Anzahl an Immatrikulierten auf 33.000 zu drosseln. Bis 1993 sank die Zahl sogar auf unter 27.000 und unterbot hierbei den bisherigen Mindestwert aus 1973. In den Folgejahren ist die Zahl an Studenten jedoch wieder stark angestiegen und übertraf 2008 auch die Grenze von 33.000 um knapp 2000 Studenten. 2014 waren knapp 32.600 Studenten eingeschrieben; darunter etwa 27.600 Bachelor-Studenten (engl. undergraduates) sowie 4400 Master-Studenten (engl. graduates). 2014 hatte die SDSU mit 578 Doktoranden die höchste Zahl innerhalb der 23 California State Universities.

## Medien und Magazine
Bereits 1902 wurde mit The White and Gold erstmals eine studentische Zeitung auf dem Campus der Universität veröffentlicht, die thematischen Schwerpunkte begrenzten sich auf Literatur und Neuigkeiten. 1913 erschien mit den Normal News Weekly erstmals eine Campuszeitung im Wochenrhythmus. Ab 1925 erschien diese Zeitung unter dem Namen The Aztec, der kurz darauf in den heute noch aktuellen Namen The Daily Aztec abgeändert wurde. Seit etwa der gleichen Zeit erscheint auch The Koala, eine Zeitschrift mit satirischem und humorvollem Schwerpunkt, die auch über die Stadtgrenzen hinaus bekannt ist. Sie steht heute jedoch nicht mehr in direkter Verbindung mit der SDSU.

### Medien und Veröffentlichungen der SDSU
- San Diego State University Press: Der älteste Universitätsverlag im System der California State Universities. Schwerpunkte liegen in den Grenzwissenschaften, der Kritischen Theorie, den Lateinamerikanischen Studien sowie der Kulturwissenschaft.
- Hyperbole Books
- KPBS Public Broadcasting: Die universitätseigene Sendestation, die auch im Großraum San Diego sendet. Zum Programm gehören Fernsehen, Digitales Fernsehen und UKW-Radio (FM).
- KCR: Eine unabhängige, von Studenten betriebene Sendestation
- 360 Magazine: Ein quartalsweise erscheinendes Magazin für Alumni

### Offizielle Campuszeitungen der SDSU
- SDSU NewsCenter: Neuigkeiten und Informationen für Studierende und Angestellte
- The Daily Aztec: Die größte akademische Tageszeitung Kaliforniens; seit 1960 täglich erschienen

## Studentenleben

### Studentenverbindungen
Anders als an deutschen und vielen europäischen Hochschulen üblich, verfügen amerikanische Universitäten über ein sehr breites und angesehenes Spektrum an studentischen Verbindungen. So begann deren Geschichte auch an der San Diego State University recht früh.
Bereits 1921 wurde mit Epsilon Eta die erste Studentenverbindung gegründet. Bis zum Ende des Jahrzehnts folgten sechs weitere Studentenverbindungen sowie acht Studentinnenverbindungen. Bis in die Zeit nach dem Zweiten Weltkrieg arbeiteten diese Verbindungen lediglich auf lokaler Ebene und nahmen keinen landesweiten Status an. Um die Prüfungsleistungen der Verbindungsmitglieder zu verbessern, wurden 1925 vom Inter-Fraternity Council und Inter-Sorority Council erstmals Notendurchschnitte veröffentlicht. Auf einer Skala von 3,0 Punkten betrug der Grade Point Average (GPA) aller Studenten 1,49. Die Verbindungsstudenten erreichten 1,35, die Verbindungsstudentinnen 1,47. In den 1940er Jahren gab es bereits 15 Studentenverbindungen und zwölf Studentinnenverbindungen. Als erste Studentenverbindung agierte Theta Chi landesweit, aus dem Spektrum der Studentinnenverbindungen folgte Alpha Xi Delta.
Bis in die frühen 1970er Jahre nahm die Anzahl der Mitglieder auf unter 700 ab, wuchs jedoch bis 1988 auf über 2900 an. Zu diesem Zeitpunkt waren 20 Studentenverbindungen und 13 Studentinnenverbindungen im Inter Fraternity Council and Panhellenic Council registriert, darüber hinaus bestanden sechs unabhängige Verbindungen. Das Verbindungssystem der SDSU war dadurch eines der größten im Westen der Vereinigten Staaten. 1983 berichtete die auflagenstarke Tageszeitung USA Today, der Notendurchschnitt der Verbindungsmitglieder an der SDSU liege unterhalb des Notendurchschnitts aller Studenten. Daraufhin verstärkte die Leitung der Universität die Zugangsbeschränkungen sowie die Beaufsichtigung der Verbindungen, sodass der Notendurchschnitt schon 1989 dezent über dem campusweiten Schnitt lag. In einer großräumig durchgeführten Drogenkontrolle nahm die Polizei der San Diego State University in Kooperation mit der amerikanischen Drogenvollzugsbehörde zahlreicher Verbindungsmitglieder fest, zudem wurden mehrere Studentenverbindungen suspendiert. Heutzutage existieren etwa 50 Verbindungen, die zumeist auch einen kulturellen oder nach Fachbereichen orientierten Schwerpunkt haben.
Die fünf Verbindungsgremien mit ihren angehörigen Verbindungen:
- Panhellenic Sororities Council: Alpha Chi Omega, Alpha Epsilon Phi, Alpha Phi, Alpha Gamma Delta, Delta Gamma, Delta Zeta, Gamma Phi Beta, Kappa Delta, Pi Beta Phi
- IFC Council: Alpha Epsilon Pi, Delta Upsilon, Phi Delta Theta, Phi Gamma Delta, Phi Kappa Psi, Phi Kappa Theta, Kappa Alpha Order, Sigma Alpha Epsilon, Sigma Phi Epsilon, Zeta Beta Tau
- USFC Council: Alpha Psi Rho, Beta Gamma Nu, Delta Lambda Phi, Gamma Phi Epsilon, Gamma Zeta Alpha, Nu Alpha Kappa, Sigma Lambda Beta (alles Studentenverbindungen), Alpha Phi Gamma, Alpha Pi Sigma, Delta Sigma Psi, Gamma Rho Lambda, Lambda Sigma Gamma, Lambda Theta Alpha, Sigma Alpha Theta, Sigma Lambda Gamma, Sigma Phi Omega, Sigma Theta Psi, Upsilon Kappa Delta (alles Studentinnenverbindungen)
- NPHC Council: Kappa Alpha Psi, Phi Beta Sigma (beides Studentenverbindungen), Delta Sigma Theta (Studentinnenverbindung)
- PFC Council: Alpha Kappa Psi, Alpha Phi Omega, Delta Sigma Phi, Phi Alpha Delta

### San Diego State Aztecs

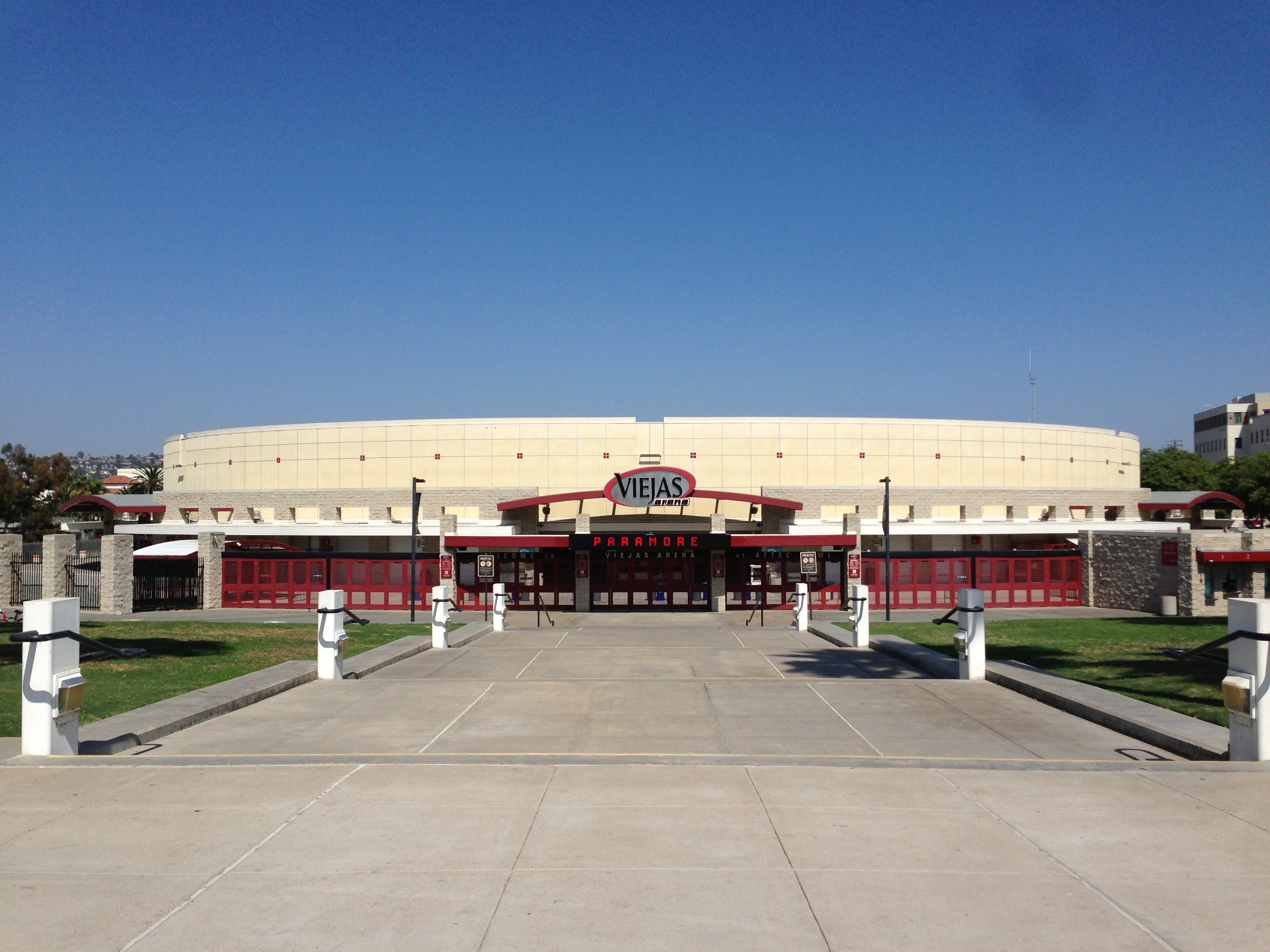
Die Viejas Arena, Spielstätte der Basketball-Mannschaften

Die Sportteams der SDSU tragen den Spitznamen Aztecs (voller Name: San Diego State Aztecs). Die Universität ist Mitglied der National Collegiate Athletic Association und ist dort innerhalb der Division I in der Mountain West Conference vertreten; mit wenigen Ausnahmen, so gehört beispielsweise das Team der Wasserball-Damen der Mountain Pacific Sports Federation, die Fußball-Herren der Männer nimmt an der Western Athletic Conference teil und die Lacrosse-Frauen treten in der Big 12 Conference an. Die Farben der Aztecs sind Rot und Schwarz. Maskottchen ist ein aztekischer Krieger.
Die Teams haben verschiedene Spielstätten:
- Football: Snapdragon Stadium, 35.000 Plätze
- Basketball: Viejas Arena, 12.414 Plätze
- Baseball: Tony Gwynn Stadium: 3000 Plätze
- Volleyball: Peterson Gym, 3668 Plätze
- Fußball: Sports Deck

#### Geschichte
Bereits früh wurden Teams in den Sportarten Rudern, Tennis, Basketball, Golf, Croquet und Baseball gegründet. Nach der Fusion mit dem Junior College 1921 wurde die Universität Mitglied der Junior College Conference. 1923 holte die SDSU in zehn Spielen 249:52 Punkte. Nachdem verschiedene Teams über mehrere Jahre hinweg Titel gewonnen hatten, wurde die Universität aus Fairness kleineren Hochschulen gegenüber schließlich zum Austritt gebeten. Nach einer einjährigen Spielzeit als unabhängige Universität trat sie 1926 schließlich der Southern California Conference bei, konnte dort aber erst 1936 wieder einen Titel gewinnen. 1939 trat die Universität der California Collegiate Athletic Association bei.

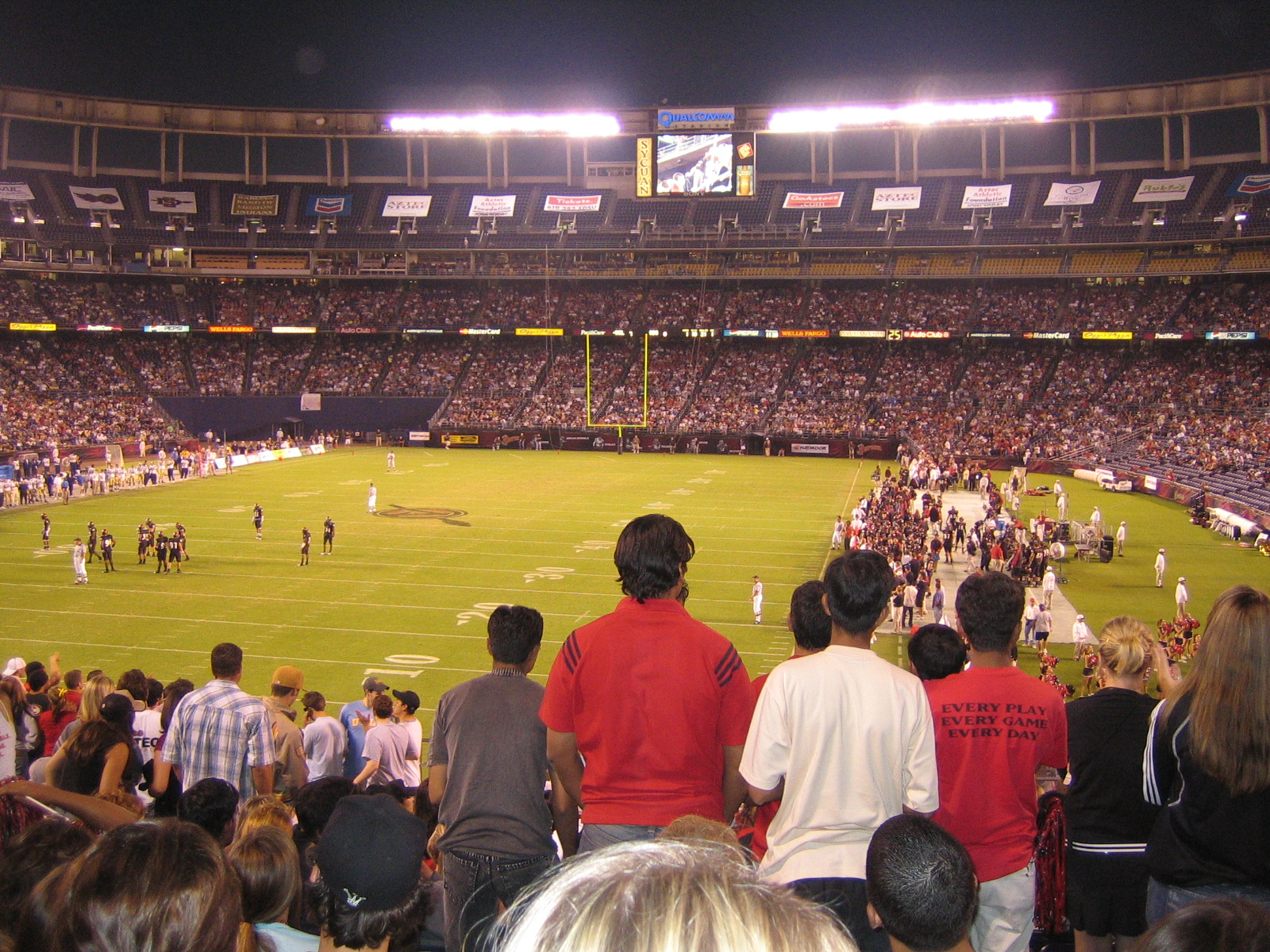
College-Footballspiel der San Diego State Aztecs gegen UCLA im San Diego Stadium

In den 1930er und frühen 1940er Jahren war außerdem das Basketball-Team sehr erfolgreich und gewann mehrere Meisterschaften, sowohl innerhalb der Liga wie auch auf nationaler Ebene. Zwischen 1935 und 1941 gewann auch das Baseball-Team drei Titel und erreichte dreimal den zweiten Platz. 1955 wurde der Aztec Club gegründet, um die Zahl der Sport-Stipendien zu erhöhen, besser Trainer zu verpflichten und das Sportprogramm der Universität zu verbessern. Schon zum Ende des Jahrzehnts verfügte der Verein über ein Kapital von etwa 40.000 US-Dollar. In den späten 1950er Jahren kam das Football-Programm beinahe zum Erliegen, da Trainer Paul Governali bewusst keine neuen Spieler rekrutierte. Dies änderte sich, als Präsident Love 1961 Don Coryell als Trainer verpflichtete, der ab 1966 für drei aufeinander folgende Titelgewinne sorgte. Unter Coryells Leitung gewann das Football-Team 104 Spiele und verlor lediglich 19. Der Zuschauerschnitt stieg von 8000 in seinem ersten Jahr auf 16.000 in 1966. Als das neue Qualcomm Stadium 1967 eröffnet wurde, in welchem die Aztecs gemeinsam mit dem NFL-Team der San Diego Chargers spielen, stieg der Zuschauerschnitt sogar auf 41.000 an. Mehrere der darauffolgenden Saisons gewannen die Aztecs ungeschlagen, darüber hinaus hielten die Spieler des Teams oftmals Rekorde für die meisten Touchdowns oder Catches. 1972 verließ Coryell das Team, um fortan die St. Louis Cardinals in der NFL zu trainieren.
Auch im Basketball konnten weiterhin Erfolge gefeiert werden. So galt das Team 1967/68 als bestes College-Team der Vereinigten Staaten. Im gleichen Jahrzehnt konnten zudem nationale Titel im Baseball, Cross Country, Schwimmen und der Leichtathletik gewonnen werden.

## Persönlichkeiten
Professoren:
- Vernor Vinge – ehemaliger Mathematikprofessor

Assistant Professor:
- JP Anderson – Mitglied der US-amerikanischen Band Rabbit Junk

Absolventen:
- Greg Bear – Science-Fiction-Autor
- Aaron Brewer – Footballspieler
- David Carson – Designer
- Fred Dryer – Footballspieler und Schauspieler
- Marshall Faulk – American-Football-Spieler
- Malachi Flynn – Basketballspieler
- Tony Gwynn – Baseballspieler
- Arthur Jensen – Psychologe
- Julie Kavner – Schauspielerin
- Damontae Kazee – Footballspieler
- Artem Klein – Eishockeyspieler
- Kawhi Leonard – Basketballspieler
- Art Linkletter – Fernsehmoderator
- Gregory Peck – Schauspieler
- Rashaad Penny – Footballspieler
- Xander Schauffele – Golfspieler
- Brinke Stevens – Schauspielerin, Model und Autorin
- J. Michael Straczynski – Schriftsteller
- Mika Tan – Erotik-Darstellerin
- Joan D. Vinge – Autor
- Carl Weathers – Schauspieler
- Raquel Welch – Schauspielerin
- Eric Wynalda – Fußballspieler